# Sam King
Sam Leonard King (Sevenoaks, Kent, 27 maart 1911 - Kent, 23 februari 2003) was een golfer uit Engeland. Hij speelde drie keer in de Ryder Cup.
Sam King groeide op in Kent in de nabijheid van de Knole Golf Club. Hij maakte in 1924 de opening van de club mee, waarbij Lord SSackville de eerste afslag deed. Sam was caddie van Bernard Darwin bij de daarop volgende demonstratiewedstrijd. Hij werd caddie op de club terwijl zijn oudere zuster assistent greenkeeper was. Hun vader werkte op Knole House en maaide de baan. Sam promoveerde van caddie naar playing caddie, hetgeen betekende dat leden hem betaalden om met hem te spelen. In 1929 werd hij assistent-pro op Knole en speelde wat in de lokale toernooien. In 1932 kwalificeerde hij zich voor het Brits Open, later zou hij daar negen keer in de top-10 eindigen zonder het ooit te winnen.
In 1937 won hij het Daily Mail Tournament (inclusief baanrecord van 67) en speelde hij in de Ryder Cup. In 1939 was hij in het team opgenomen maar toen werd het toernooi geannuleerd. In 1947 scoorde hij het enige punt voor het Britse team en in 1949 speelde hij voor het laatst mee.
In 1949 versloeg hij Walter Lees met 6&5 en won hij voor de tweede keer het Yorkshire Evening News Tournament. In 1955 werd hij head-pro van Knole. 
Hij won in 1961 en 1962 ook nog het PGA Seniors Kampioenschap. In 1976 verliet hij de golfclub en verhuisde hij naar Lincolnshire. 

## Gewonnen
- 1933: PGA Assistants' Championship
- 1937: Daily Mail Tournament
- 1944: Yorkshire Evening News Tournament
- 1948: Sunningdale Foursomes met Wanda Morgan
- 1949: Yorkshire Evening News Tournament
- 1961: PGA Seniors Championship (208)
- 1962: PGA Seniors Championship (214)

## Teams
- Ryder Cup: 1937, 1939 (geannuleerd), 1947, 1949